# بري تاون
بري تاون (بالإنجليزية: Bury Town Football Club)‏ هو نادٍ لكرة القدم شبه محترف، ومقره في بوري سانت ادموندز، سوفولك، إنجلترا.